# 마탐주

마탐주

마탐주(프랑스어: Région de Matam)는 세네갈 북동부에 위치한 주로, 주도는 마탐이며 면적은 25,083km2, 인구는 541,032명(2013년 기준)이다. 3개의 하위 행정 구역(카넬, 마탐, 라네루페를로)을 관할한다.